# Madeo
Madeo (no Brasil, Mother - A Busca pela Verdade) é um filme sul-coreano de 2009, do gênero drama, dirigido e coescrito por Bong Joon-ho.
Foi selecionado como representante da Coreia do Sul à edição do Oscar 2010, organizada pela Academia de Artes e Ciências Cinematográficas, embora não recebeu a nomeação.

## Elenco
- Kim Hye-ja - mãe
- Won Bin - Do-joon
- Jin Goo - Jin-tae
- Yoon Je-moon - Je-moon
- Jeon Mi-seon - Mi-seon
- Song Sae-byeok - Detetive
- Chun Woo-hee - Mi-na
- Kwak Do-won
- Kim Jin-goo - avó de Ah-jung
- Lee Young-suk

## Recepção
No Rotten Tomatoes, o filme tem um índice de aprovação de 96% com base em 114 críticas, com uma classificação média de 7,88/10. O consenso crítico do site diz: "Tão carnudo quanto engraçado, Mother de Bong Joon-Ho envolve drama familiar, terror e comédia com um domínio hábil de tom e muitos visuais misteriosos". No Metacritic, o filme tem uma pontuação média ponderada de 79 em 100 com base em 31 avaliações, indicando "críticas geralmente favoráveis".